# Incidente de Shadian

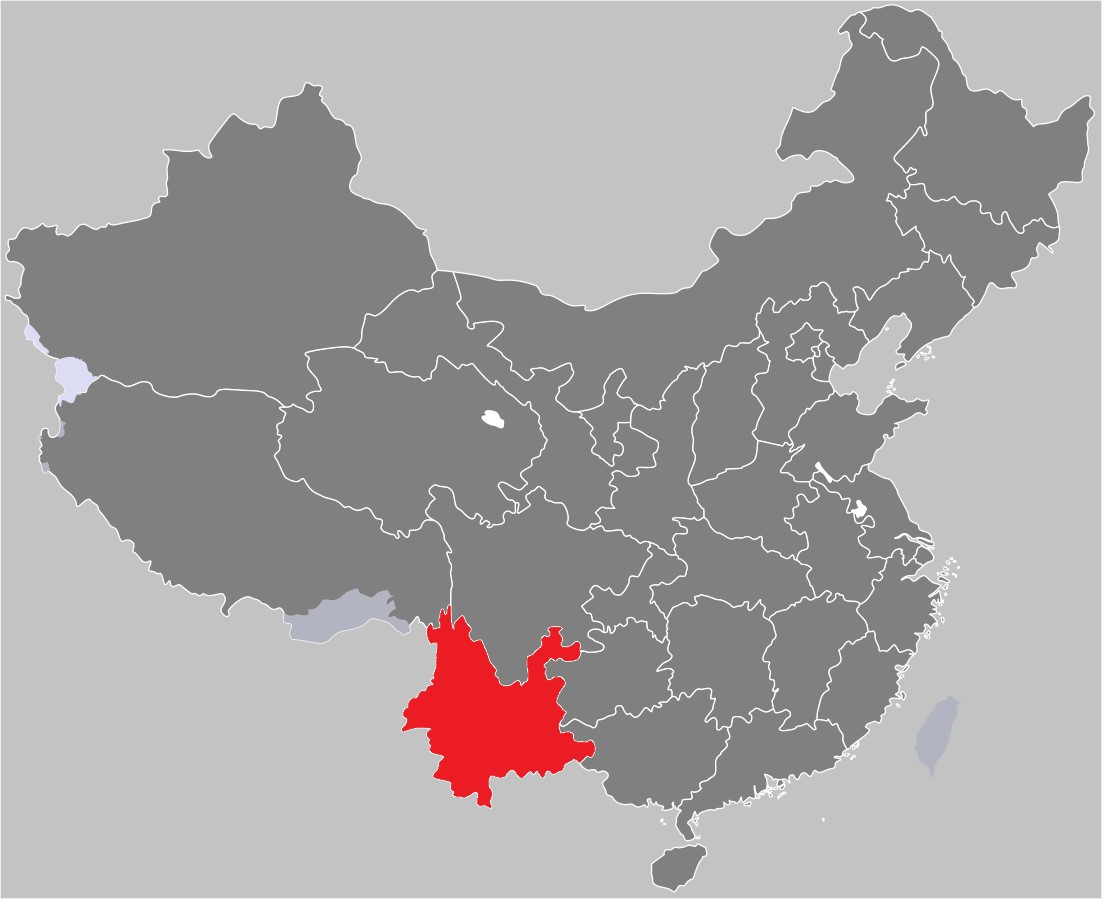
Província de Yunnan (em vermelho)

O incidente de Shadian (chinês: 沙甸事件; pinyin: Shādiàn shìjiàn) foi um grande levante do povo Hui contra o regime comunista durante a Revolução Cultural chinesa. O incidente terminou em um massacre liderado por militares. O massacre ocorreu em sete aldeias da província de Yunnan, especialmente na Shadian (na cidade de Gejiu), em julho e agosto de 1975. Mais de 1.600 civis foram mortos (866 apenas de Shadian), incluindo 300 crianças, e 4.400 casas foram destruídas.

## História

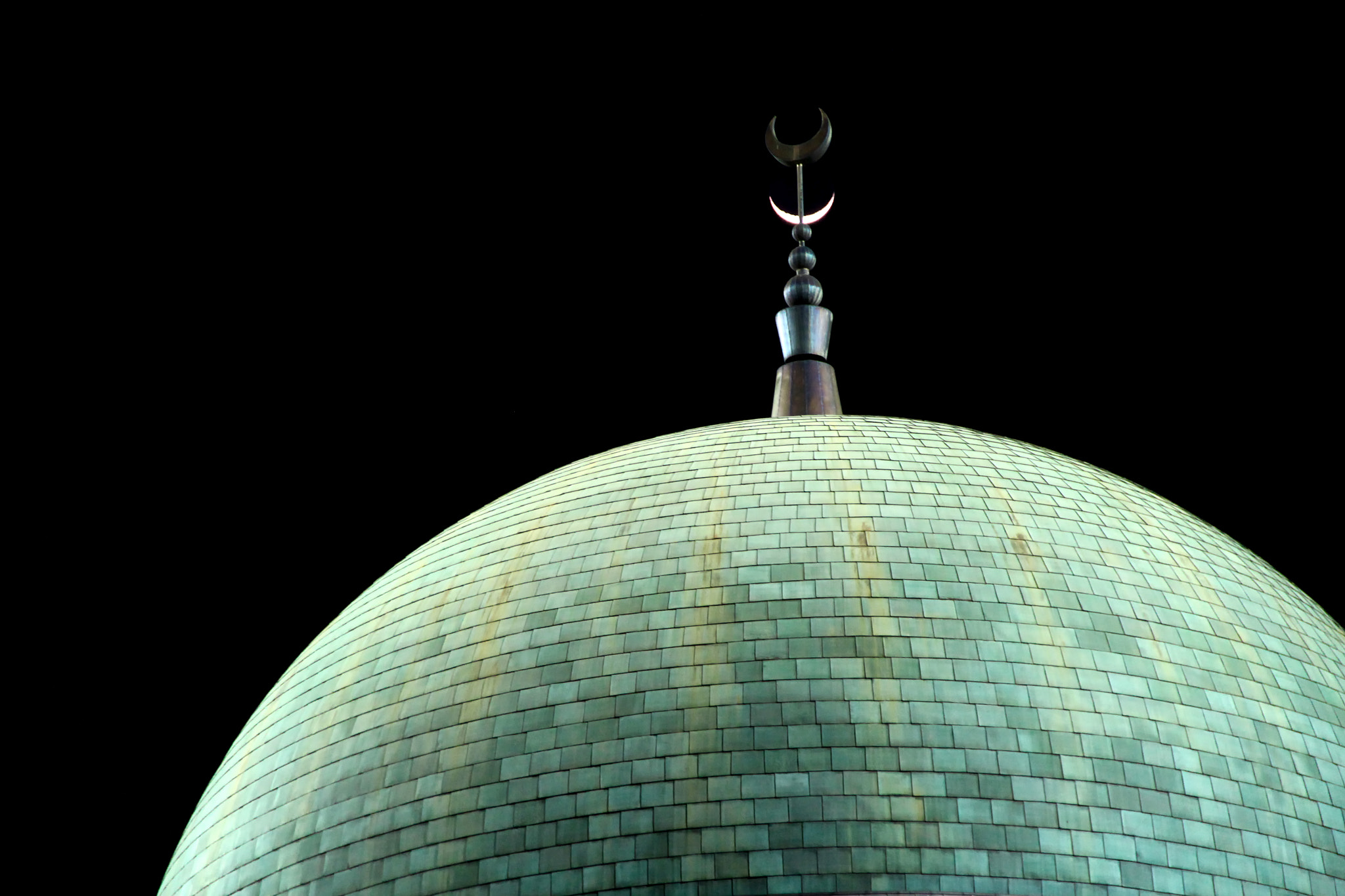
A grande mesquita em Shandian, na província de Yunnan.

O conflito entre o Partido Comunista da China (PCC) e os religiosos locais Hui começou em 1974, quando este último foi a Kunming, capital de Yunnan, para exigir a liberdade de religião garantida pela constituição chinesa. No entanto, o governo local considerou o comportamento das centenas de manifestantes como "causador de distúrbios" e "oposição à liderança do Partido".
Em 1975, os moradores tentaram reabrir à força as mesquitas fechadas durante a Revolução Cultural, aumentando o conflito e chamando a atenção de Pequim. Finalmente, em 29 de julho de 1975, 10.000 soldados do Exército de Libertação Popular receberam ordens de Deng Xiaoping (algumas fontes afirmam que foi Wang Hongwen) para resolver o conflito, resultando em um massacre que durou cerca de uma semana..

## Reabilitação de vítimas
Após a Revolução Cultural, o Partido Comunista revisou e investigou o Incidente Shadian em fevereiro de 1979 durante o período "Boluan Fanzheng", posteriormente reabilitando as vítimas e oferecendo desculpas oficiais. A população local recebeu certa quantia de indenização do governo pelos danos sofridos.